# Lagavulin Single Malt

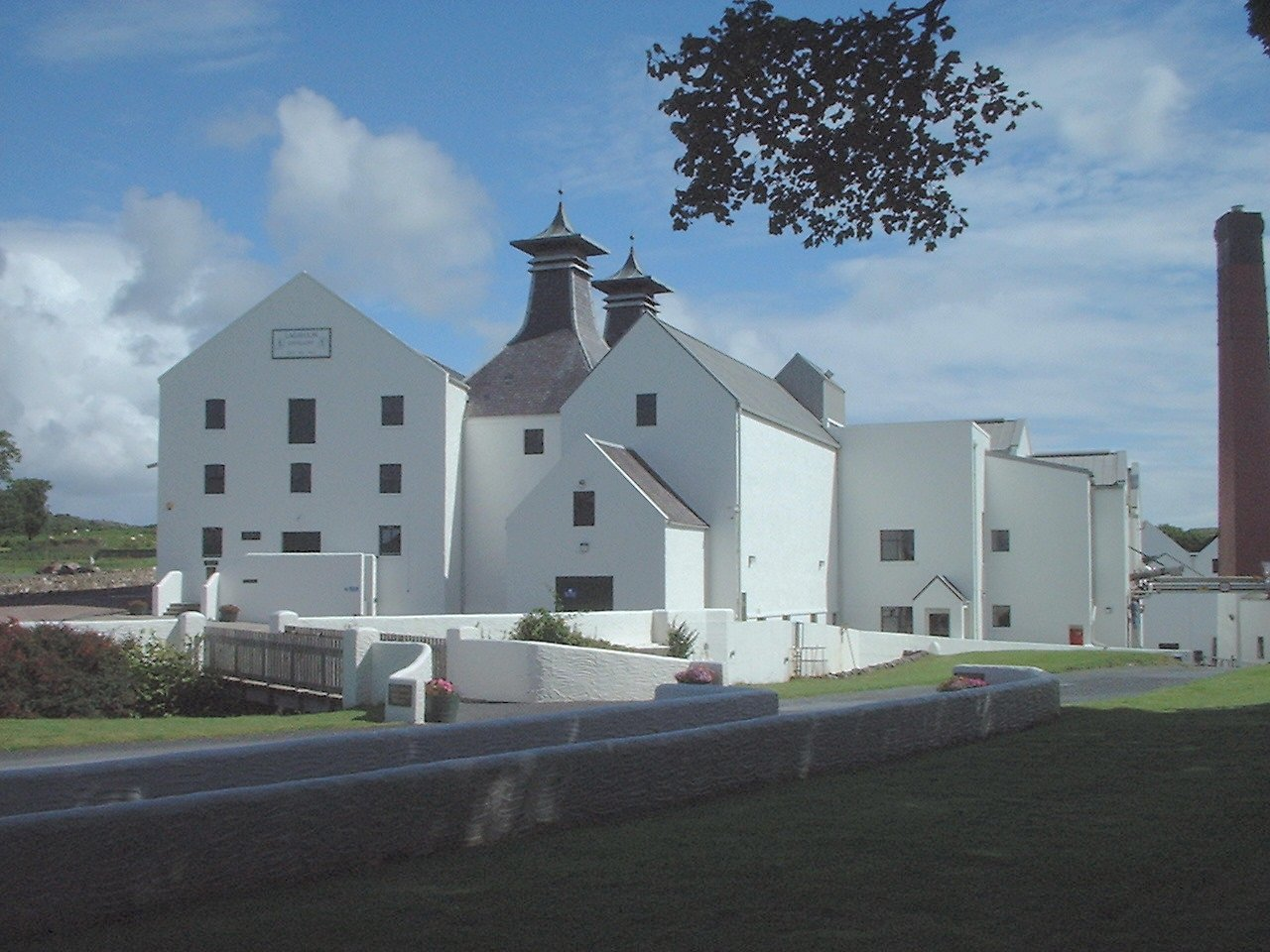
Lagavulin distilleerderij

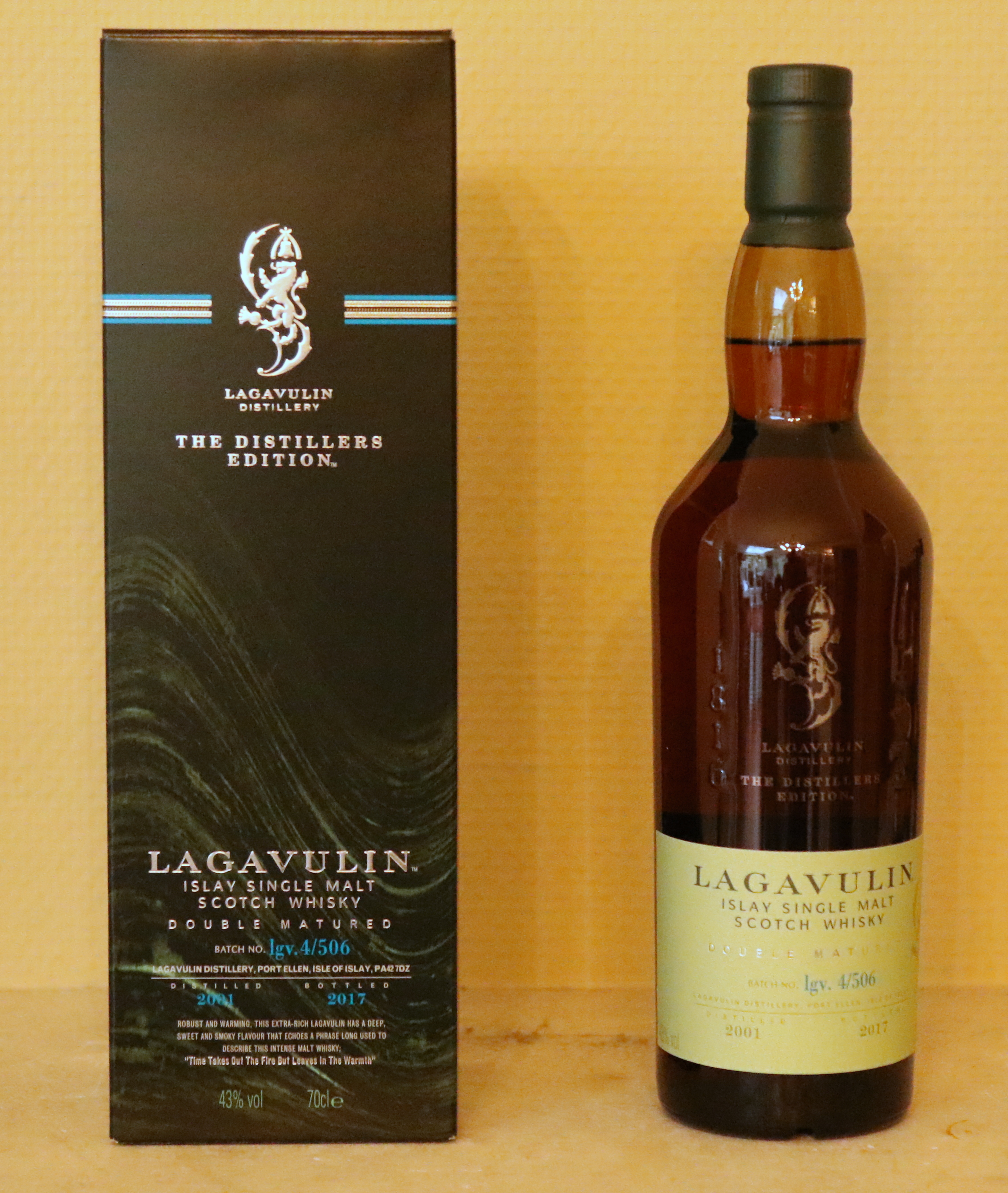
Lagavulin Islay Single Malt Scotch Whisky The Distillers edition

Lagavulin Single Malt is een Schotse Islay single malt whisky, die in het dorp Port Ellen wordt gedistilleerd. Deze single malt whisky vertegenwoordigt de Islay single malts in de Classic Malts of Scotland-serie van Diageo.
Op de plaats waar nu de Lagavulin distilleerderij staat wordt vanaf 1742 al whisky gemaakt. De distilleerderij werd echter pas in 1816 opgericht.
De whisky heeft een kenmerkende turf- en jodiumgeur.
Lagavulin is courant verkrijgbaar in de versies 16 years old, 16 years old Distillers edition en 12 years old (Special release). Het alcoholgehalte van de 12 jaar oude Lagavulin bedraagt ca. 63%; de 16 jaar oude Lagavulins bevatten 43% alcohol. Als gevolg van de accijnzen op alcohol(gehalte) is de 12 jaar oude Lagavulin in Nederland een stuk duurder dan de 16 jaar oude. De 16 jaar oude Distillers edition is een Double matured whisky, afgerijpt in Pedro Ximénez-vaten, die daardoor een wat zoetere afdronk heeft dan de normale 16 jaar oude Lagavulin. Minder courant verkrijgbaar en een stuk duurder zijn de 21 years old, 25 years old en 30 years old die in gelimiteerde oplagen op de markt zijn gekomen.
Aan de "16 years old" is volgens het rug-etiket op de fles karamel als kleurstof toegevoegd.